# Artificial Selection
Artificial Selection — восьмой студийный альбом американской постхардкор-группы Dance Gavin Dance, выпущенный 8 июня 2018 года на лейбле Rise Records. Он является продолжением седьмого студийного альбома группы Mothership (2016) и третьим подряд студийным релизом в том же составе. Альбом был спродюсирован Крисом Крамметтом, Эриком Роном и Дрю Оуэнсом, а также самостоятельно спродюсирован Dance Gavin Dance, что стало первым релизом группы, в котором участвовало более одного продюсера.
Альбом был поддержан четырьмя синглами: «Midnight Crusade», «Son of Robot», «Care» и «Count Bassy». Для продвижения альбома группа выступила в качестве поддержки в двух североамериканских турах Underoath в 2018 году, отправилась в турне Artificial Selection Tour и выступила на собственном фестивале SwanFest. 31 мая 2019 года группа выпустила инструментальную версию альбома на платформах потокового вещания и цифрового скачивания.

## Предыстория
После продолжительных гастролей в поддержку седьмого студийного альбома Mothership (2016) Dance Gavin Dance начали писать и записывать новый материал для своего восьмого студийного альбома в 2017 году. Группа выпустила студийный кавер на сингл Бруно Марса «That’s What I Like» для сборника Punk Goes Pop Vol. 7 1 июня 2017 года. Вскоре после этого, 15 июня, группа выпустила отдельный сингл «Summertime Gladness». После международных гастролей с другими музыкальными группами, такими как The Contortionist, Hail the Sun, Polyphia и другими, и выступления на Vans Warped Tour 2017 года, группа намекнула на запись своего восьмого студийного альбома в октябре 2017 года. Группа полностью исполнила свой седьмой альбом Mothership в рамках тура The Mothership Tour в декабре 2017 года.
Dance Gavin Dance отправились в хедлайнерский тур по Европе и Великобритании вместе с американской металкор-группой Veil of Maya в марте 2018 года.

## Отзывы
| Оценки критиков     | Оценки критиков |
| Источник            | Оценка          |
| ------------------- | --------------- |
| PopMatters          | 7/10            |
| Distorted Sound Mag | 7/10            |
| Punknews.org        | [ 9 ]           |

Альбом получил в целом положительные отзывы музыкальной критики и интернет-изданий.
В Allmusic отметили, что «Продолжение альбома 2016 года Mothership, занявшего 13-е место в Billboard 200, Artificial Selection — восьмой студийный лонгплей изменчивого пост-хардкор коллектива из Сакраменто, Калифорния. Это третий подряд релиз группы в том же составе. 14-трековый диск, включающий сингл „Midnight Crusade“, был спродюсирован Крисом Крамметтом, Эриком Роном, Дрю Оуэнсом и группой, а в записи приняли участие вокалист и гитарист Eidola Эндрю Уэллс, гитарист Strawberry Girls Закари Гаррен, гитарист Secret Band Мартин Бьянкини и другие».
В PopMatters отметили, что «Как бы ни был последовательно стремителен и приятен альбом, новички могут счесть его чрезмерно суровым и утомительным, если воспримут все сразу. Это связано в основном с криками Месса (очевидно), а также с тем, насколько похожи некоторые песни как структурно, так и текстуально. Тем не менее, эти проблемы, скорее всего, будут беспокоить только тех слушателей, которые не привыкли к методу Dance Gavin Dance, и даже самые неприятные моменты пластинки почти всегда компенсируются замечательной музыкальностью и авантюрной динамикой. Artificial Selection — прекрасное дополнение не только к каталогу Dance Gavin Dance, но и ко всему стилистическому ландшафту, к которому они принадлежат. Хотя связи с другими артистами очевидны, квинтет продолжает сохранять самобытность, исследовательский подход и мастерство по сравнению с некоторыми не менее популярными коллегами. Конечно, эта формула, несомненно, полярна, но даже те, кому она не нравится лично, должны признать, что группа остаётся одной из лучших в своём деле с точки зрения чистой техничности, написания песен и экспериментов/разнообразия».

## Список композиций
| №                   | Название                               | Длительность |
| ------------------- | -------------------------------------- | ------------ |
| 1.                  | «Son of Robot»                         | 3:58         |
| 2.                  | «Midnight Crusade»                     | 3:29         |
| 3.                  | «Suspended in This Disaster»           | 3:19         |
| 4.                  | «Care»                                 | 4:25         |
| 5.                  | «Count Bassy»                          | 4:05         |
| 6.                  | «Flash»                                | 3:07         |
| 7.                  | «The Rattler»                          | 3:22         |
| 8.                  | «Shelf Life» (при участии Kurt Travis) | 3:08         |
| 9.                  | «Slouch»                               | 3:10         |
| 10.                 | «Story of My Bros»                     | 3:14         |
| 11.                 | «Hair Song»                            | 3:03         |
| 12.                 | «Gospel Burnout»                       | 4:08         |
| 13.                 | «Bloodsucker»                          | 4:19         |
| 14.                 | «Evaporate» (при участии Andrew Wells) | 4:57         |
| Общая длительность: | Общая длительность:                    | 51:44        |

Замечания
- «Bloodsucker» не включает Уилла Свона на гитаре, а представлена Мартином Бьянкини и Эндрю Уэллсом на лид- и ритм-гитаре соответственно[12].
- В «Evaporate» присутствуют различные репризы из прошлых песен[13].

## Чарты
| Чарт (2018)                      | Высшая позиция |
| -------------------------------- | -------------- |
| США (Billboard 200)              | 15             |
| США (Top Rock Albums, Billboard) | 2              |

| Чарт (2018)                     | Позиция |
| ------------------------------- | ------- |
| США Top Rock Albums (Billboard) | 99      |